# Tematy fotograficzne

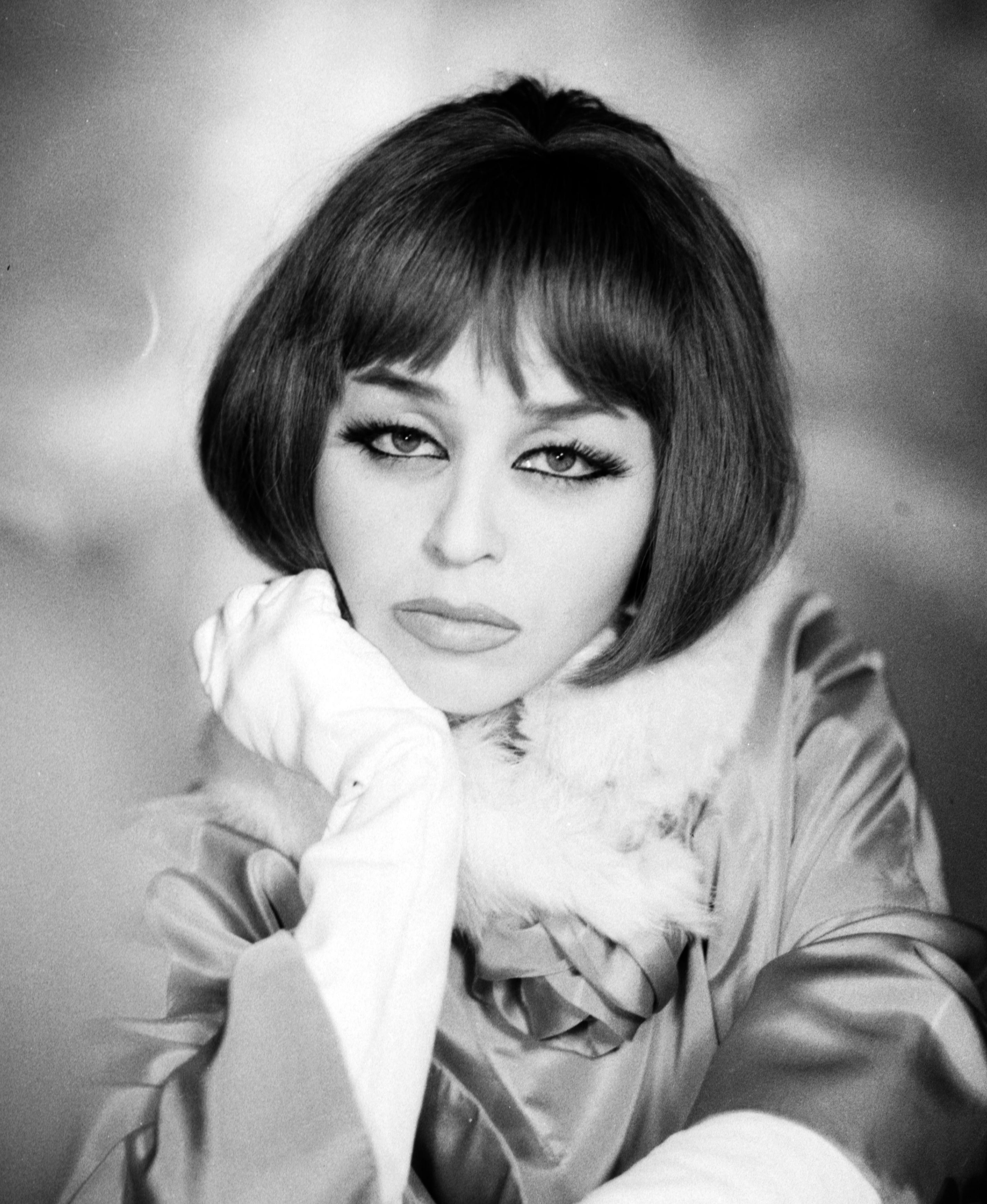
Foto: Edward Hartwig

Tematy fotograficzne – książka, album fotograficzny autorstwa Edwarda Hartwiga, wydany w 1978 przez Wydawnictwa Artystyczne i Filmowe w Warszawie.

## Charakterystyka
Autorem albumu jest Edward Hartwig – polski artysta fotograf, współtwórca, członek rzeczywisty oraz członek honorowy Związku Polskich Artystów Fotografików. Tematy fotograficzne są publikacją stanowiącą zbiór czarno-białych fotografii prezentujących szerokie spektrum twórczości autora – fotografię kreatywną, dotykającą między innymi fotografii aktu, fotografii dokumentalnej, fotografii krajobrazowej, fotografii pejzażowej, fotografii portretowej, fotografii teatralnej. Tematyka opublikowanych prac stanowi zarys biograficzny artystycznej twórczości Edwarda Hartwiga.
Wstęp do albumu, napisany przez Julię Hartwig (siostrę autora), to pokłosie rozmów przeprowadzonych z Hartwigiem nawiązujących do biografii artysty, nawiązujących do tematu fotografii oraz jego twórczości artystycznej. Ostatnia część publikacji prezentuje życiorys artystyczny autora albumu.
Projekt albumu powstał pod redakcją Zofii Dubiszewskiej oraz redakcją techniczną Anny Królikowskiej. Opracowany graficznie przez Stefana Nargiełło, opatrzony wstępem Julii Hartwig. Album liczy 144 strony, ma twardą oprawę – wydany w nakładzie 10 000 egzemplarzy.